# Oleksandr Vilkoul
Oleksandr Vilkoul (en ukrainien : Олексaндр Юрійович Вiлкул) est un homme politique ukrainien, ancien vice-Premier ministre du Gouvernement Azarov II.

## Carrière
Il a été le chef de l'administration de l'oblast de Dnipro à partir de 2010, puis il est à la tête de l'administration militaire de Kryvy Rih en 2022 lors de l'invasion et répond vertement à l'appel d'Oleg Tsarev qui lui demande de prendre parti pour la Russie au nom de l'appartenance au même parti politique. En tant que vice-Premier ministre du Gouvernement Azarov II de 2012 à 2014 il était chargé des Infrastructures, du Développement régional, de la Construction, des Services publics et de l'Économie du logement.

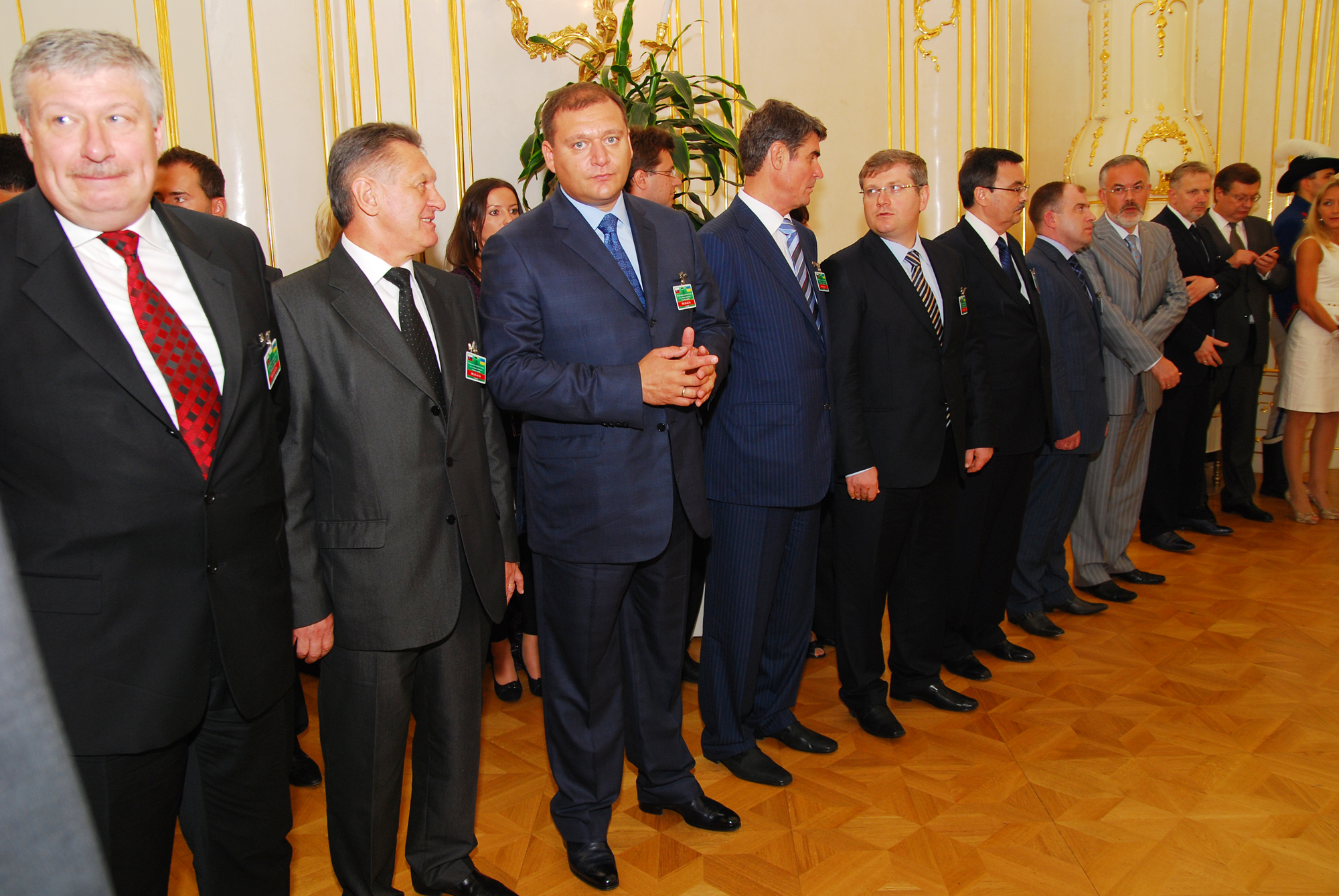
Avec Viktor Ianoukovytch et Ivan Gašparovič comme représentant de l'oblast de Dnipro pour un accord économique ukraino-slovaque en 2011.

## Biographie
Son père, Iouri Vilkoul est maire de Kryvyi Rih depuis 2010 et son grand-père Oleksandr Borovskyi était un membre dirigeant fort connu d'une entreprise minière locale. 
Il est apparu, en jouant son propre rôle dans des séries télévisuelles : Ukraine on fire 2 (2022-2023), Bild live (2022) et L'essentiel avec Olga Belova en 2019